# 에그스푼

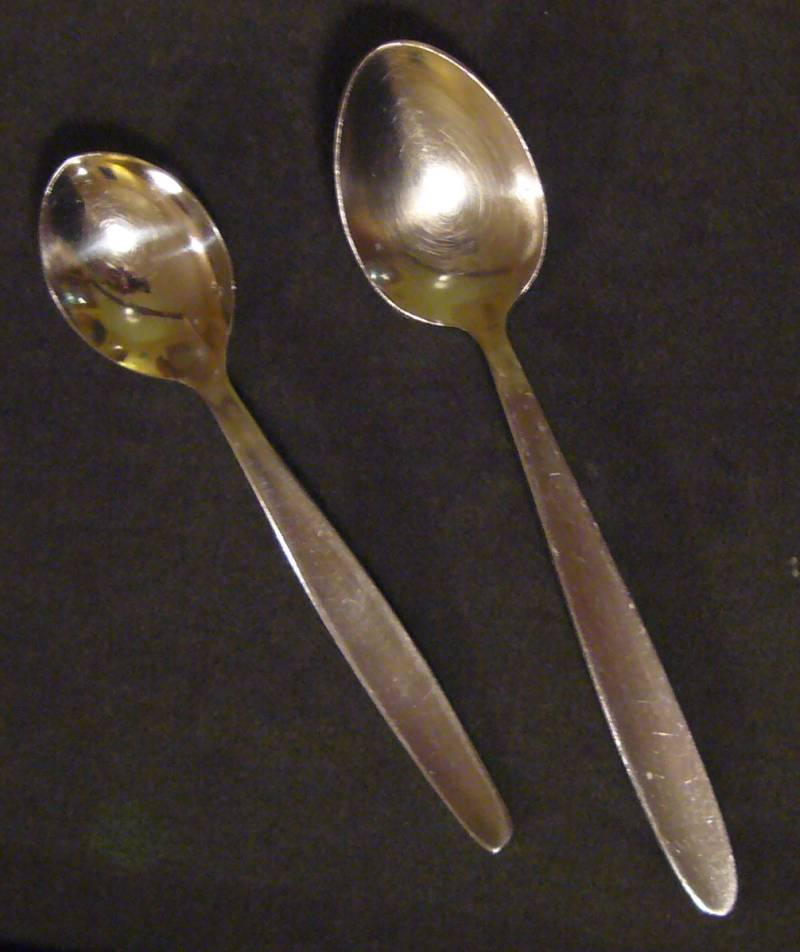

에그스푼(egg spoon)은 삶은 계란을 먹기에 특화된 수저이다. 티스푼에 비해 일반적으로 손잡이와 그릇이 더 짧고 끝이 더 뾰족하며 종종 더 둥근 그릇을 가지고 있다. 끝. 실제로 티스푼에 비해 에그스푼의 장점은 특히 큰 계란을 먹을 때 눈에 띄지 않을 수 있다. 결과적으로 삶은 에그스푼은 현대식 또는 골동품 식기 또는 수저 서비스에서 일반적이지 않는다. 그럼에도 불구하고 삶은 에그스푼의 작은 크기는 작은 계란에 잘 맞는다.
계란의 황(sulfur)은 은을 변색시킬 수 있기 때문에 고품질 은색 에그스푼은 숟가락 그릇 위에 도금 흔적이 있다. 에그스푼은 도자기 및 스테인리스 스틸뿐만 아니라 황에 반응하지 않는 다른 재료로도 만들 수 있다.

## 외부 자원
- Antique Silver Spoons and Canteens - Information, Advice and Sales.
- How silver reacts to eggs.
- See definition of egg spoon having a golden bowl. 보관됨 2021-07-30 - 웨이백 머신